# Wild Iris

Wild Iris est un téléfilm américain de Daniel Petrie diffusé en 2001 à la télévision.

## Synopsis
Une mère et son jeune fils se retrouvent pour travailler ensemble dans l'entreprise familiale.

## Fiche technique
- Titre : Wild Iris
- Réalisation : Daniel Petrie
- Scénario : Kent Broadhurst
- Montage :  Hughes Winborne
- Photographie : René Ohashi
- Musique  : Laurence Rosenthal
- Costumes  :  Ruth Secord
- Décors  : David Edgar
- Genre : Drame
- Pays :  États-Unis
- Année : 2001
- Durée : 93 min
- Date de diffusion : 5 août 2001 (USA)

## Distribution
- Laura Linney : Iris Bravard
- Gena Rowlands : Minnie Brinn
- Emile Hirsch : Lonnie Bravard
- Fred Ward : Errol Podubney
- Miguel Sandoval : Ramando Galvez
- Lee Tergesen : Lud van Eppy

## Récompense
- 2002 : Emmy Award de la meilleure actrice pour Laura Linney